# Pomnik Władysława Jagiełły w Mrzygłodzie
Pomnik Władysława Jagiełły w Mrzygłodzie – pomnik króla Władysława Jagiełły w Mrzygłodzie.
Znajduje się na Rynku w centrum miejscowości.

## Opis
Pierwotny pomnik wykonał Stanisław Piątkiewicz; został odsłonięty 15 lipca 1910 z okazji obchodów 500-lecia Bitwy pod Grunwaldem z 1410 (pomnik miał 5 m wysokości). W czasie okupacji niemieckiej pomnik został zniszczony przez Niemców w 1942 (do tego celu wykorzystali ludność żydowską przywiezioną z Sanoka). W 1960 pomnik został odtworzony i odsłonięty w związku z 550. rocznicą bitwy pod Grunwaldem, lecz w opinii zainteresowanych był nieudany. W maju 2010 zdemontowano pomnik w poprzednim kształcie. Dotychczasowa statua Władysława Jagiełły została przeniesiona nieopodal, przed szkołę podstawową imienia króla w Mrzygłodzie. 13 lipca 2010 odbyła się uroczystość odsłonięcia odnowionego pomnika, którego poświęcił arcybiskup Archidiecezji Przemyskiej – Józef Michalik. Jego autorem był Adam Przybysz.
Na cokole pomnika znajduje się godło Polski oraz trzy tablice pamiątkowe;
- pierwsza z 1910 informuje: 1410 – 1910 15 lipiec na pamiątkę pięćsetniej rocznicy zwycięstwa pod Grunwaldem parafianie Tyrawy Królewskiej Mrzygłód;
- druga z 1960 informuje: Pomnik zniszczony przez niemieckich faszystów w czasie II wojny światowej w 1942 r. Został odbudowany staraniem społeczeństwa m. Mrzygłodu na pamiątkę 600 lecia istnienia miasteczka 1360 – 1960.;
- trzecia z 2010 informuje: 1410 – 1910 Wielkiemu królowi Władysławowi Jagielle miasteczko Mrzygłód 11 lipca 2010.

## Galeria

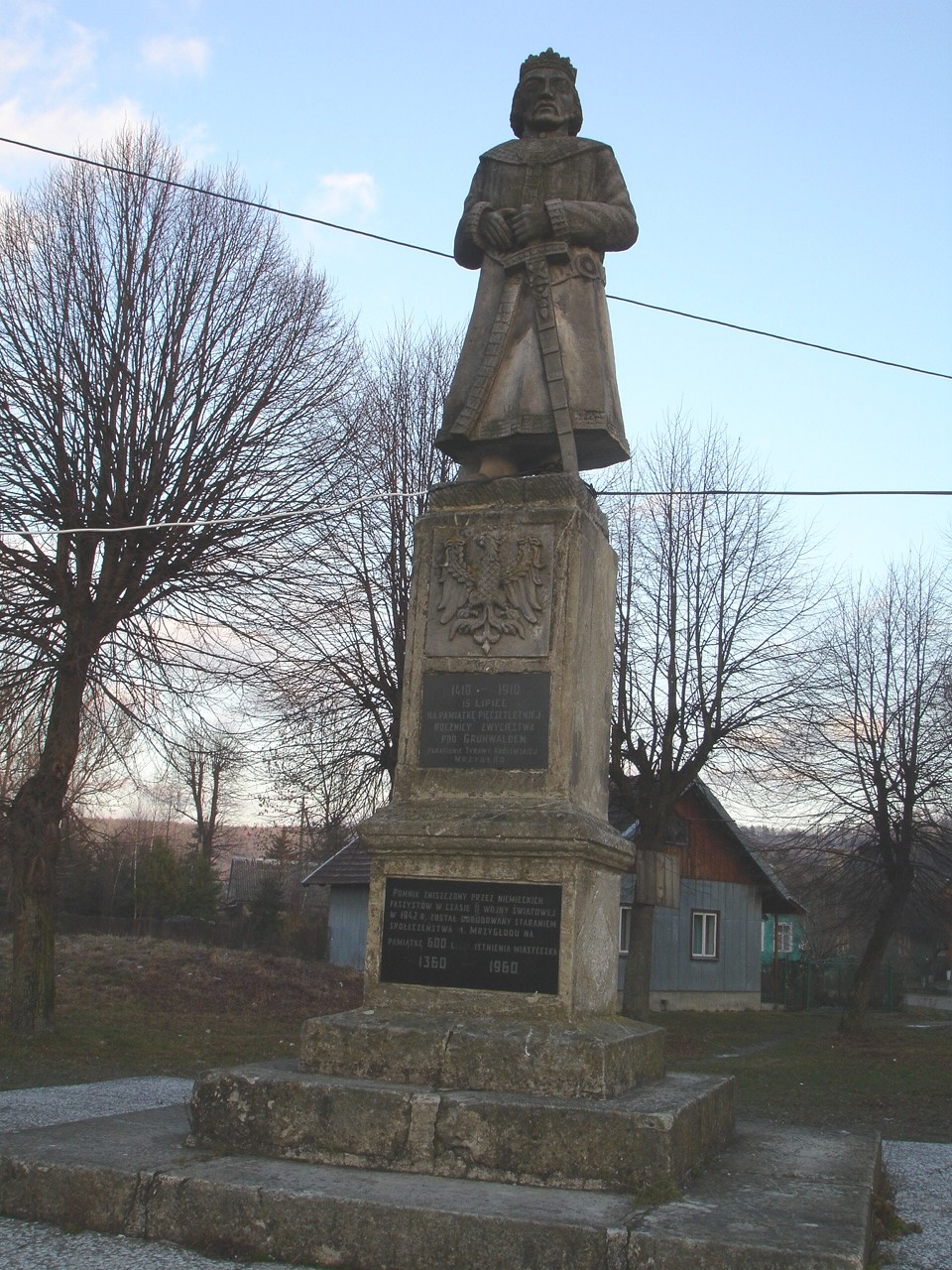
Stan pomnika z lat 1960-2010
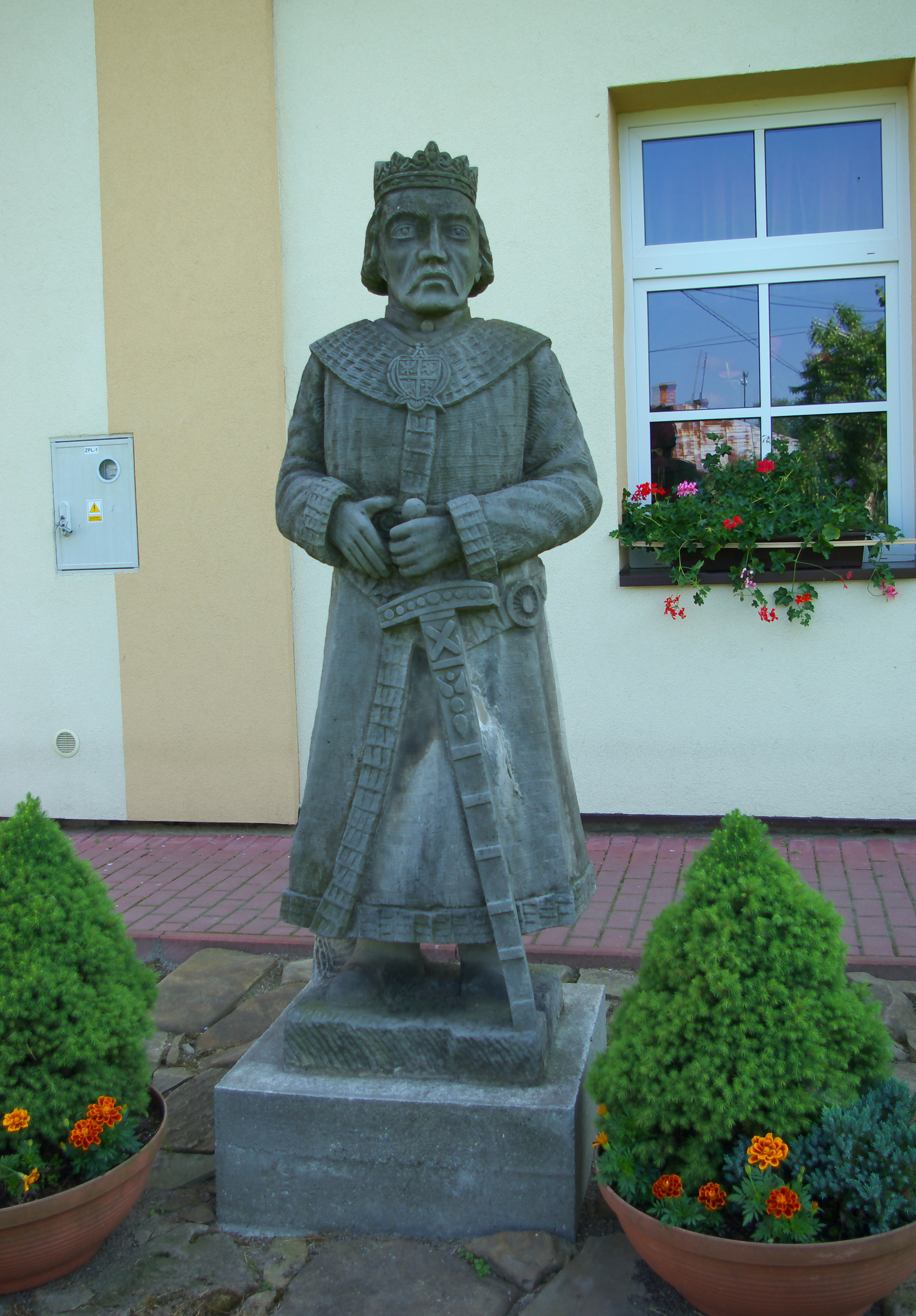
Statua pomnika z lat 1960-2010, obecnie przy szkole
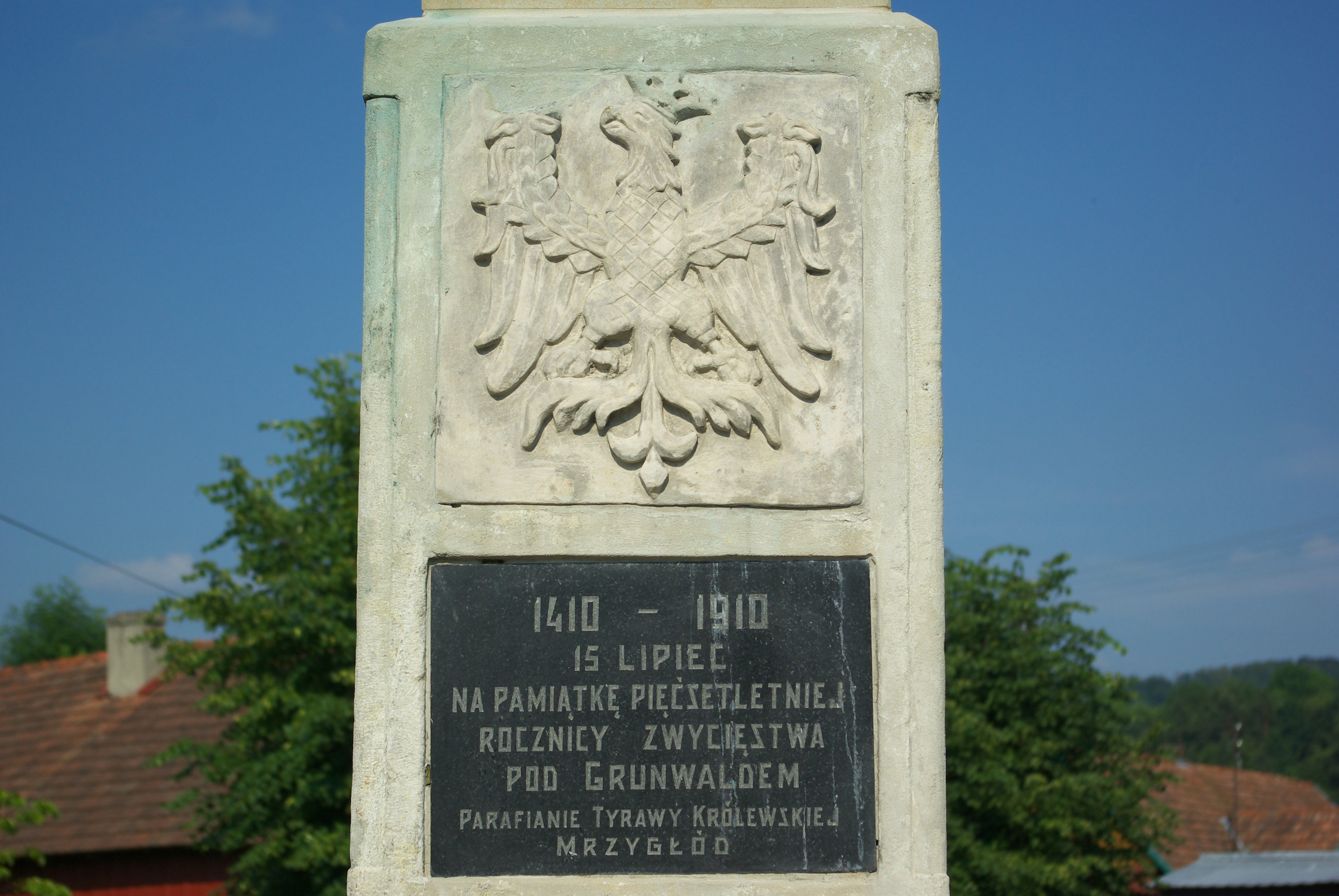
Godło Polski i tablica pamiątkowa z 1910
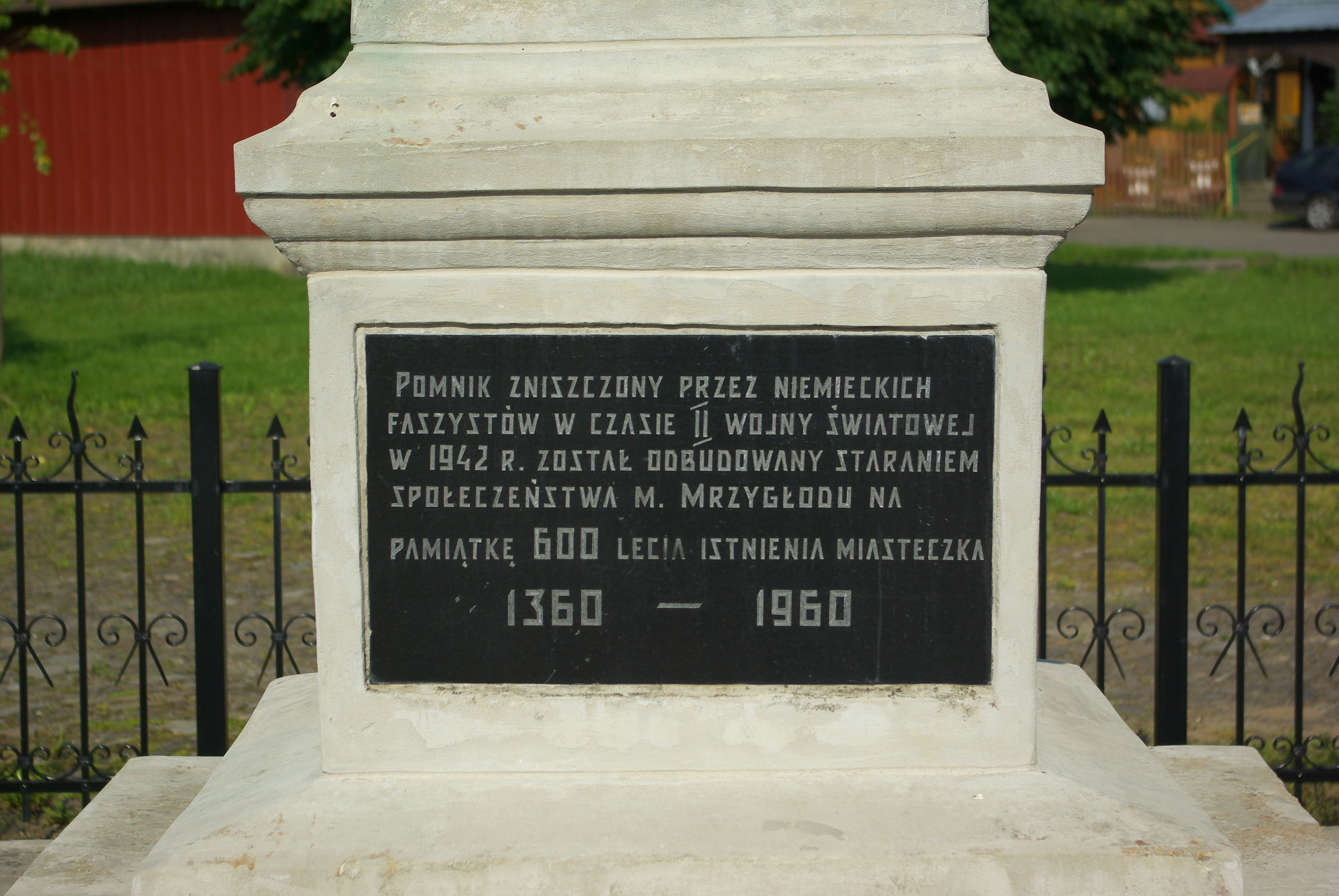
Tablica pamiątkowa z 1960
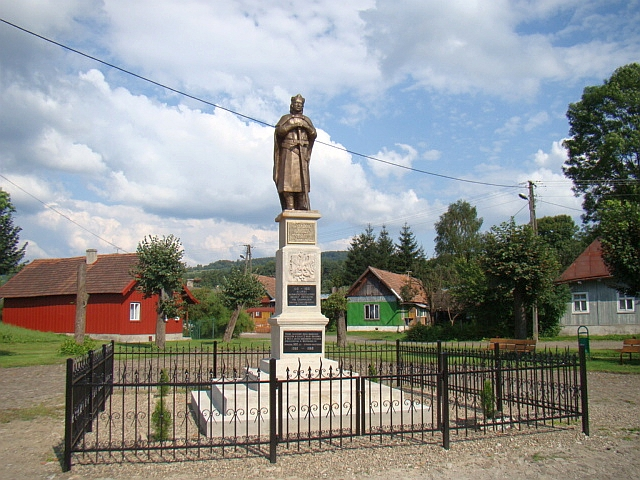
Pomnik w 2010